# Relations entre l'Organisation internationale de la francophonie et les Nations unies
Les relations entre l'Organisation internationale de la francophonie et les Nations unies reposent, notamment, sur une résolution de l’Assemblée générale adoptée le 12 décembre 2012.

## Représentations permanentes

### Représentation à New York

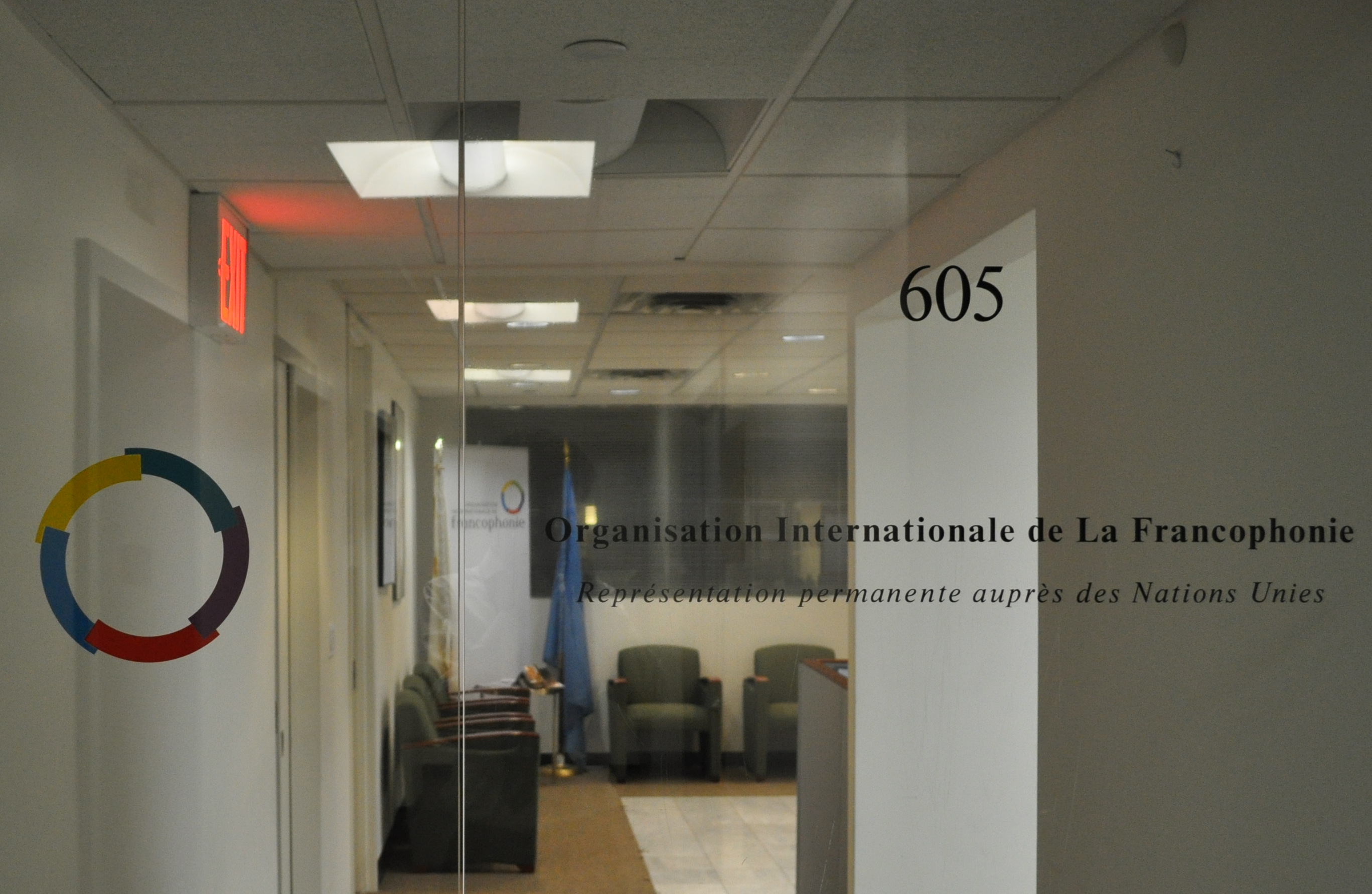
Entrée de la Représentation permanente auprès des Nations unies à New York.

| Représentant permanent   | Début du mandat   | Fin du mandat     | Nationalité | Fonction précédente                                                                                   |
| ------------------------ | ----------------- | ----------------- | ----------- | --- |
| Ridha Bouabid            |                   | ?                 |             | |
| Hervé Cassan             | 2007              | ?                 | française   | |
| Moussa Makan Camara      | 11 septembre 2007 | 2012              | malienne    | Ambassadeur du Mali à Paris                                                                           |
| Filippe Savadogo         | 2012              | 30 juin 2014      | burkinabè   | |
| Patricia Herdt (intérim) | 30 juin 2014      | 17 septembre 2014 | française   | |
| Paul-Robert Tiendrebeogo | 17 septembre 2014 | 18 août 2017      | burkinabè   | Ambassadeur du Burkina Faso à Vienne                                                                  |
| Narjess Saidane          | 18 août 2017      |                   | tunisienne  | Représentante spéciale adjointe de l’Administrateur Programme des Nations unies pour le développement |

### Représentation à Genève
La représentation permanente auprès des Nations unies à Genève est assurée par Ridha Bouabib.

### Commission économique des Nations unies pour l’Afrique
La représentation permanente de l'OIF auprès de la Commission économique des Nations unies pour l'Afrique à Addis-Abeba est assurée par Cécile Leque Folchini.

## Sources

## Compléments